# Aghdaban
Aghdaban (en azéri : Ağdaban) est un village situé dans le raïon de Kelbadjar en Azerbaïdjan.

## Géographie
Le village est situé sur la rive droite de la rivière Aghdaban, sur le versant de la montagne du même nom, à 56 km au nord-est de Kelbajar. 

## Toponymie
Dans les langues turques, daban signifie «  col » et Aghdaban se traduit par « col blanc ».

## Histoire
Entre 1923 et 1991, le village peuplé d'Azéris appartient au raion de Kelbadjar et est enclavé à l'intérieur de l'oblast autonome du Haut-Karabagh au sein de la république socialiste soviétique d'Azerbaïdjan.
À partir de 1993, Aghdaban passe sous le contrôle des forces arméniennes, qui en chassent la population, et est intégré à la région de Martakert au sein de la république du Haut-Karabagh. 
Le 25 novembre 2020, conformément à l'accord de cessez-le-feu qui met fin à la seconde guerre du Haut-Karabagh, l'ensemble du raion de Kelbadjar, dont Aghdaban, est restitué à l'Azerbaïdjan.

## Économie
L'économie principale reposait dans la culture du tabac et l'élevage.

## Population
Avant 1993, la population s'élevait à 460 habitants.